# 전도연
전도연(한국 한자: 全道嬿, 1973년 2월 11일 ~ )은 대한민국의 배우이다. 두 번의 청룡영화상, 대종상, 올해의 영화상, 부일영화상과 춘사영화상 여우주연상, 네 번의 백상예술대상 영화부문 여우주연상과 대한민국 영화대상, 한국영화평론가협회상 여우주연상, 다섯 번의 디렉터스 컷 시상식 여우주연상을 수상한 대표적인 대한민국의 연기파 여배우이다.
서울에서 태어나고 자란 전도연은 1990년 존슨 앤 존슨 광고로 연예계에 입문해, 1992년 TV 드라마 《우리들의 천국》으로 배우로 데뷔했다. 텔레비전에서 작은 역할을 거친 후, 1997년에 공개된 영화 《접속》으로 스타덤에 오르며 국내 영화 시상식의 신인여우상을 휩쓸었다. 주목을 받게 된 이후, 영화 《약속》(1998), 《해피 엔드》(1999)에서의 연기는 평단의 호평을 받으며 연기파 여배우로 성장하였고, 《내 마음의 풍금》(1999)으로 대종상영화제, 청룡영화상 여우주연상을 첫 수상하였다. 2005년 영화 《너는 내 운명》으로 대종상영화제, 대한민국 영화대상, 한국영화평론가협회상, 디렉터스 컷 시상식 여우주연상을 수상하였다. 2007년 영화 《밀양》에서 그녀의 연기는 비평가들에 호평을 받아 대한민국 배우 최초로 칸 영화제 여우주연상을 비롯한 국내외 시상식에서 많은 상을 받으며, 국제적인 명성과 많은 찬사를 얻었다. 2014년 칸 영화제 심사위원으로 경쟁부문 심사위원에 위촉됐다. 이는 대한민국 배우로서는 최초의 일이다.

## 성장 과정
전도연은 서울에서 1남 2녀 중 막내로 태어났다. 초중고를 비롯해서 서울예술전문대학 방송연예과를 입학하였다. 그녀는 고등학교 3학년 시절 청소년 잡지의 엽서응모에 당첨돼 상품을 찾으러 갔다가 표지 모델을 권유 받게 되었고, 이를 계기로 1990년 존슨 앤 존슨 광고 모델로 연예계에 데뷔했다.

## 학력
- 서울북가좌국민학교 (졸업)
- 연희여자중학교 (졸업)
- 창덕여자고등학교 (졸업)
- 서울예술전문대학 방송연예과 91학번 (졸업)

## 경력

### 초기 경력
전도연은 1990년 존슨 앤 존슨 광고 모델로 먼저 얼굴을 알린 후, 1992년 TV 드라마 《우리들의 천국》으로 본격적으로 연기자로 데뷔했다. 이후 TV 드라마 《사랑의 향기》(1994), 《종합병원》(1994), 《사랑은 블루》(1995)에 조연 역할로 출연하였다. 《종합병원》은 전도연을 처음 대중에게 알린 작품이라 할 수 있는데, 극 중 간호사 역을 맡은 그녀는 유방암 자가진단 장면을 촬영하며 상반신을 노출하는 과감 연기로 단박에 시청자들의 주목을 받기 시작했다. 이후 1995년 드라마 《젊은이의 양지》에서 임종희 역을 맡아 순수한 마스크와 개성있는 연기로 안방극장의 팬들을 사로잡았고, 최고 시청률 62.7%로 전도연이 출연한 드라마 중 최고 시청률을 기록한 작품이다. 전산 PD는 전도연에 대해 “당돌하고 욕심 많은 신인이었다”고 회상하며, 당시 여주인공 하희라의 여동생 종희 역에 캐스팅 된 전도연이 “밥을 먹자”며 전 피디를 찾아와 캐릭터에 대한 자신의 생각을 조목조목 밝히면서 30분 예상했던 만남은 5시간으로 길어졌고 “맹랑한 신인이란 생각이 들었다. 이정도 욕심이면 잘 할거라는 믿음에 전도연의 비중을 크게 늘렸다”고 말했다. 이 시기에 전도연은 예능 프로그램 《슈퍼선데이》, 《연예가중계》등의 MC로서 다방면에서 활동 영역을 넓혔다. 90년대 후반까지 전도연은 주로 다수의 TV 드라마에서 활약하였고, 《프로젝트》(1996), 《간이역》(1996), 《사랑할때까지》(1996), 《별은 내 가슴에》(1997), 《달팽이》(1997) 등의 여러 작품에 주조연으로 출연하며 배우로서 입지를 다져 나갔다.
그는 1998년 단막극 《MBC 베스트극장 - 간직한 것은 잊혀지지 않는다》까지 큰 공백기 없이 열 편 이상의 드라마에 출연했다.

### 1997 ~ 2006: 배우로서 주목과 성공
전도연은 1997년 장윤현 감독의 영화 《접속》에서 친구의 애인을 짝사랑하는 케이블 텔레비전 홈쇼핑 가이드 수현 역을 맡아 스크린에 첫 데뷔했다. 이 작품에서 그녀는 이전의 드라마에서는 미처 선보이지 못했던 배우로서 가능성과 매력을 한껏 드러내며 그녀의 연기 인생에 전환점이 된 작품이라고 일컬어지고 있다. 이 작품으로 제18회 한국영화평론가협회상, 제35회 대종상영화제, 제18회 청룡영화상에서 신인상을 휩쓸었고, 화려한 스포트라이트를 받으며 스타덤에 올랐다. 《접속》(1997)과 《해피엔드》(1999)를 제작한 명필름의 심재명 대표는 전도연에 대해 다음과 같이 말했다.
| “ | “일단 작품을 선택하면 시나리오에 몸과 마음을 던지는 스타일이다. 자기가 해야 되는 역할을 그냥 믿어버리는 배우다. ‘해피엔드’의 유부녀 역할을 하기엔 어렸고 상대인 최민식과 나이 차이도 있어 출연을 고민을 했지만, 선택을 하고 나니 노출 수위를 재거나 따지지 않고 시나리오를 믿고 완전히 빠져들었고, 시나리오에 형광펜으로 색칠하고 포스트잇을 붙여가며 표지가 낡을 때까지 읽고 또 읽던 모습이 인상적이었다” | ” |
|   | — 한겨례 2015년 5월 21일자 기사 중 |   |

한국 영화계 주목받는 여배우로 떠오른 전도연은 1997년 연극 《리타 길들이기》에 출연하였고 서울 대학로 하늘땅소극장에서 공연 되었으며, 이듬해인 1998년에는 서울 예술의 전당 오페라극장에서 공연 된 창작 대중가극 《눈물의 여왕》으로 무대에 섰다. 같은 해, 그녀는 박신양과 공연한 멜로 영화 《약속》까지 대히트 시키며 단숨에 '멜로여왕'으로 등극했다. 이 작품을 통해 제35회 백상예술대상 영화부문 여자 최우수연기상을 수상하였다. 1999년에는 ‘사로’ ‘생강’ 등 단편영화에서 발군의 실력을 인정받은 정지우 감독의 장편 데뷔작 《해피 엔드》에서 남편(최민식 분)과 정부(주진모 분) 사이의 불륜에 빠진 아내 최보라 역을 맡은 전도연은 옛 애인과 불륜을 저지르는 아이 엄마의 불안하고 복잡하고 예민한 심리를 빼어나게 연기했다. 당시 파격적인 노출연기로 화제를 모았으며, 그녀는 나중에 인터뷰에서 ‘해피엔드’ 이후 연기가 비약적으로 발전했다고 말했다. 같은 해, 개봉된 영화 《내 마음의 풍금》에서는 강원도 산골 학교 총각 선생님 강수하(이병헌 분)를 보고 첫눈에 반한 순박한 17살 소녀 홍연 역 연기하며 연기의 폭이 넓다는 것을 증명해내며, 제37회 대종상영화제 여우주연상, 제20회 청룡영화상 여자주연상, 제2회 디렉터스 컷 시상식 여우주연상을 첫 수상하는 쾌거를 이뤘고, 전도연은 명실상부한 대한민국 대표 여배우로 자리매김하게 됐다. 전도연은 이후 강수연, 심혜진, 최진실에 이어 90년대 후반 심은하, 고소영과 트로이카를 구축했다.
2000년 전도연은 박흥식 감독의 로맨스 영화 《나도 아내가 있었으면 좋겠다》에서 노총각 은행원 봉수(설경구 분)를 짝사랑하는 보습학원 강사 원주 역을 연기하였다. 이 작품으로 제37회 백상예술대상 영화부문 여자 최우수연기상을 수상하였다. 2002년에는 류승완 감독의 액션 느와르 영화 《피도 눈물도 없이》에 출연하며 이혜영, 류승범과 공연했다. 같은 해 11월 첫방송 된 TV 드라마 《별을 쏘다》로 3년여만에 브라운관에 컴백하였고, 고아에 난독증을 가진 벨보이에서 톱스타의 자리에 오르는 성태(조인성 분)를 헌신적으로 뒷바라지하는 매니저 소라를 연기했다. 당시 드라마 속 연상연하 커플이 많지 않던 시절 8살 나이차는 파격적이였지만 전도연과 조인성은 풋풋하면서도 새로운 그림을 만들어내며 큰 사랑을 받았다. 특히 전도연이 조인성을 부르는 "성태야! 구성태!"는 특유의 억양과 함께 화제를 모았다. 2003년 전도연은 17세기 프랑스 귀족들의 이야기를 다룬 서간 소설 ‘위험한 관계’를 조선시대로 옮겨와 각색한 이재용 감독의 영화 《스캔들: 조선남녀상열지사》에서 열녀로 이름난 수절과부 숙부인 역을 연기하며, 이미숙, 배용준과 공연하였다.

2004년, 전도연은 《인어 공주》로 박흥식 감독과 두 번째로 작업하였다. 1인2역을 소화해냈으며, 이 영화는 아버지를 찾아 스무살 나영은 아빠의 고향인 섬마을을 찾아가고, 그곳에서 기적처럼 타임 슬립한 나영은 젊은 날의 엄마 연순과 섬마을 우체부 진국(박해일 분)의 첫 사랑을 마주하게 된다. 이 작품으로 제13회 춘사영화상, 제4회 대한민국 영화대상, 제7회 디렉터스 컷 시상식 여우주연상을 수상하였다. 이듬해, 2005년에는 TV 드라마 《프라하의 연인》으로 2년만에 브라운관에 복귀하였다. 극중 현직 대통령의 딸이면서 24살에 외무고시에 패스한 재원으로 밝고 발랄하지만 첫사랑의 쓰린 기억이 있는 윤재희 역을 연기했고, 30%가 넘는 높은 시청률로 많은 사랑을 받으며 SBS 연기대상에서 첫 연기대상을 수상했다. 같은 해 개봉한 박진표 감독의 멜로 영화 《너는 내 운명》에서는 순박한 시골청년(황정민 분)과 사랑에 빠지는 후천성 면역결핍 증후군(AIDS·에이즈)에 걸린 여자 전은하 역을 연기했다. 이 작품은 전국 305만명의 관객수를 동원하며 흥행에 성공하였고, 전도연의 연기는 평단의 호평을 받아 제43회 대종상영화제 여우주연상, 제4회 대한민국 영화대상 여우주연상, 제25회 한국영화평론가협회상 여우주연상, 제8회 디렉터스 컷 시상식 여우주연상, 제5회 올해의 여성영화인상 연기상, 제3회 맥스무비 최고의 영화상 여우주연상을 수상하며 국내 시상식을 휩쓸었다. 전도연은 2017년 9월 13일에 방송된 카카오TV 츄잉챗 '국보급 배우' 전도연 영화 데뷔 20주년 토크'에서 다음과 같이 말했다.
| “ | “극중 은하를 연기하며 예쁘고 꾸밀 수 있어서 좋았다. 박진표 감독님이 '전도연의 예쁜 모든 모습을 찍겠다'고 선언한 작품이었다. 너무 기뻤다.” | ” |
|   | — 스포츠한국 2017년 9월 13일자 기사 중 |   |

### 2007 ~ 2014:밀양, 세계적인 명성을 얻다

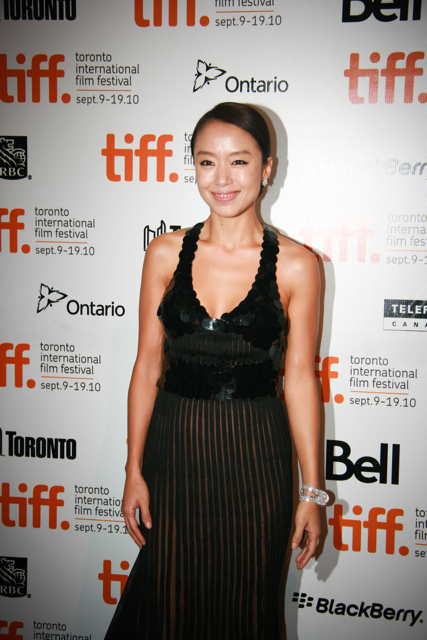
2010년 토론토 국제영화제에서 전도연.

전도연은 다양한 연기 스펙트럼을 비치며 작품성 있는 작품에 연이어 출연하였고, 2007년 개봉된 이창동 감독의 영화 《밀양》에서 유괴범에게 아들을 잃은 엄마 신애 역을 연기했다. 영화는 이 제60회 칸 영화제에 경쟁부문에 진출하였고, 2007년 5월 27일 칸 팔레 데 페스티벌 광장의 뤼미에르극장에서 열린 제60회 칸국제영화제 폐막식에서 한국배우로서는 최초의 수상이자, 아시아 배우로는 네 번째로 수상하며, 세계적으로 연기력을 인정받았다. 전도연은 제43회 대종상 영화제 여우주연상, 제28회 청룡영화상 여우주연상, 제6회 대한민국 영화대상 여우주연상, 제27회 한국영화평론가협회상 여우주연상, 제10회 디렉터스 컷 시상식 여우주연상, 제8회 올해의 여성영화인상 여우주연상, 제3회 대한민국 대학영화제 여우주연상, 제1회 아시아 퍼시픽 스크린 어워즈 여우주연상, 제2회 아시안 필름 어워즈 여우주연상을 휩쓸며 9관왕을 달성하는 대기록을 세웠다. 영화 발전에 기여한 공로를 인정 받아 대한민국 문화체육부로부터 옥관문화훈장(4등급)을 수여 받았다. 이창동 감독은 2016년 7월, ‘밀양’ 개봉 10주년 기념 GV에서 전도연에 대해 다음과 같이 말했다.
| “ | “전도연 씨가 겉으로 강단 있고 강한 여자의 이미지가 있어도 내면이 여린 여자라는 느낌을 받았다. 아주 강해 보이는 부분과 굉장히 연약한 부분을 전도연 씨 만큼 동시에 가진 여성 배우를 본 적이 없다. 그래서 ‘아마 이런 여자가 아이를 가지면 모성애도 강하겠지.’ 그렇게 생각했다” | ” |
|   | — 마이데일리 2017년 9월 7일자 기사 중 |   |

2008년, 전도연은 일본 소설을 기반으로 한 이윤기 감독의 로맨스 영화 《멋진 하루》에서 헤어진 남자친구 병운(하정우 분)과 엉뚱한 하루를 보내는 직업도 애인도 없이 서른을 넘긴 노처녀 희수 역을 맡아 남자와 여자 사이의 미묘한 감정을 섬세하게 표현해 내며 호평을 받았다. 2009년 10월, 전도연은 프랑스 정부로부터 문화예술공로훈장 슈발리에를 수여 받았다.
2010년 전도연은 출산 이후, 1년 7개월여만에 임상수 감독의 영화 《하녀》로 복귀하였다. 이 작품은 故 김기영 감독의 1960년 동명 영화를 각색해 리메이크한 영화로 상류층 대저택의 주인집 남자 훈(이정재 분)의 유혹에 끌려 관계를 맺고 달콤한 행복을 느끼지만 안주인 해라(서우 분)의 눈을 피해 관계를 이어가던 중, 임신한 아이를 잃게 되고 핏빛 복수를 시작하는 하녀 은이 역을 연기했다. 영화는 2010년 5월, 제63회 칸 영화제에 경쟁부문에 진출하는 쾌거를 이뤘다. 전도연은 제2회 서울문화예술대상 영화배우부문 대상과 제31회 판타스포르토 국제 영화제 감독 주간/섹션부문 여우주연상을 수상하였다.
전도연은 2011년, 영화 《카운트다운》에서 사기전과범 차하연 역을 연기하였다. 2013년에는 방은진 감독의 영화 《집으로 가는 길》에서 남편의 후배에게 속아 마약을 운반하게 되면서 프랑스 오를리 공항에서 마약 운반범으로 현장에서 체포되어 마약범으로 몰려 대서양에 위치한 프랑스령 마르티니크 교도소에 수감돼 돌아오기 3년 만에 가족에게 돌아오기까지 처절한 고통과 절망의 눈물을 삼켜야했던 송정연 역을 연기했다. 영화는 2004년 한국인 주부 장미정의 실화를 다룬 영화로 극중 전도연의 연기는 큰 호평을 받았다. 제5회 올해의 영화상 여우주연상, 제9회 맥스무비 최고의 영화상 여우주연상을 수상하였다.

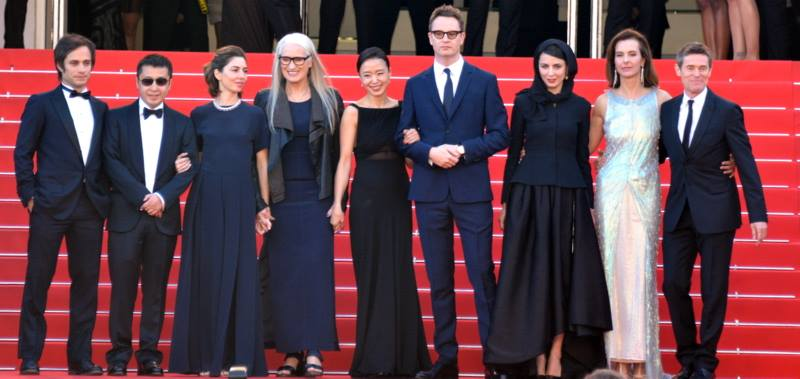
2014년 칸국제영화제에서 전도연.(왼쪽에서 다섯번째)

2014년, 전도연은 제67회 칸 영화제 경쟁부문 심사위원에 위촉됐다. 이는 대한민국 배우로서는 최초의 일이다.

### 2015 ~ 현재
전도연은 2015년, 오승욱 감독의 영화 《무뢰한》에서 살인범 박준길의 애인 김혜경 역을 맡아 잔혹한 남성들의 세계에서 숨 쉬는 유일한 여성 김혜경 역을 연기했다. 영화는 제68회 칸 영화제 비경쟁부문인 주목할만한 시선에 초청을 받아 생애 네 번째로 칸 레드카펫을 밟았다. 전도연은 극중 김혜경을 복잡미묘하고 다양한 뉘앙스를 가진 캐릭터로 해석해 평단의 찬사를 받았다. 제15회 디렉터스 컷 시상식 여우주연상, 제24회 부일영화상 여우주연상, 제7회 올해의 영화상 여우주연상과 제52회 백상예술대상 영화부문 여자최우수연기상을 수상했다. 할리우드 리포터는 “필름 느와르의 스타일리쉬한 코드들을 충실히 담고 있는 '무뢰한'은 그러나 보통의 느와르들과 달리, 팜므 파탈 혹은 여주인공-언제나 믿음직한 전도연이 연기한-이 남자주인공보다도 더 깊은, 굉장히 다양한 여러 층의 결을 가지고 있는 영화”라고 호평했다. 같은 해 8월 개봉한 사극 액션 영화 《협녀, 칼의 기억》으로 박흥식 감독과 세 번째로 작업하였고, 권력에 눈 먼 동료에게 복수의 칼을 빼드는 맹인 여검객 월소 역을 연기하였으며, 이병헌, 김고은과 작품을 함께 하였다.
2016년 전도연은 이윤기 감독의 멜로 영화 《남과 여》로 이윤기 감독과는 두 번째로 작업하였다. 영화는 핀란드를 배경으로 한 이 영화는 각자 아이들을 만나러 헬싱키 국제학교를 찾은 상민과 기홍(공유 분)의 로맨스를 그린 작품으로, 사고처럼 닥친 치명적인 사랑에 빠진 여자 상민 역을 연기했다. 같은 해 7월, 전도연은 미국에서 인기리에 방영된 동명의 드라마를 리메이크한 TV 드라마 《굿 와이프》로 11년만에 브라운관에 복귀하였다. 유지태, 윤계상, 김서형, 나나와 공연하였고, 검사 남편이 비리에 연루되면서 다시 생활전선으로 뛰어든 로펌 MJ 신입 변호사 김혜경 역을 맡았다. 일과 가족 사이에 놓인 ‘경력단절녀’의 인간적 고민부터 남편과 또 다른 남자에 놓은 ‘여성’으로서 고뇌를 폭넓은 감정 연기로 소화해내며 호평을 받았다.

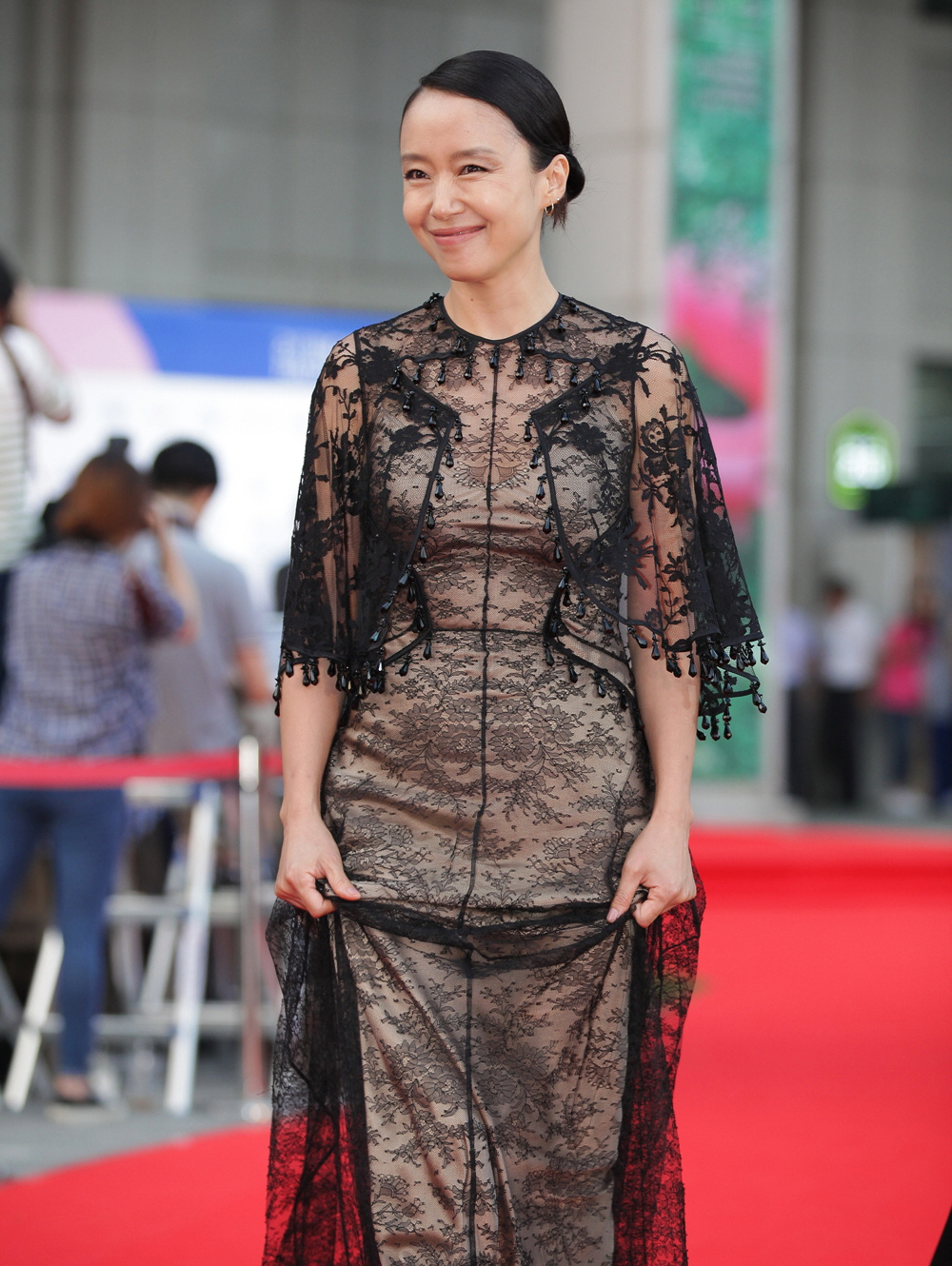
2017년 부천국제판타스틱영화제에서 전도연.

2017년 전도연은 7월 14일, 제21회 부천국제판타스틱영화제(BIFAN)의 특별전 '전도연에 접속하다' 개최를 기념하는 기자회견을 열었다. 이번 특별전은 전도연의 연기 인생 20년을 망라하는 뜻에서 마련됐다. 전도연은 “배우는 늘 신인처럼 새로워야 하는데 20년이라고 하니 오래된 느낌이 들어 특별전이 부담스러웠다. 앞만 보고 달려온 시간을 중간점검 하는 의미로 영광스럽게 받아들였다”고 소감을 밝혔다.
2023년 《일타 스캔들》에서 행선이 역을 맡았으며 17퍼센트의 시청률을 돌파하며 흥행에 성공하였다. 또한 3월 31일 넷플릭스 영화 《길복순》도 흥행하였다.

## 개인 생활
전도연은 2006년 11월, 영화 《밀양》을 촬영중이던 때 지인의 소개로 알게 된 9살 연상의 사업가 강시규와 교제를 하였다. 2007년 3월 11일, 두 사람은 언론에 결혼을 발표했고, 신라호텔 에메랄드홀에서 양가 가족과 친지 등 100여명이 참석한 가운데 비밀리에 결혼식을 올렸다. 2년 후인 2009년 1월 22일에 첫 딸을 출산했다.